# 笑谈人生
笑谈人生为冯巩、朱军于中国中央电视台春节联欢晚会中所演出的一个小品，是否为小品仍有待争议，但其艺术形式同小品几乎相同。

## 关于
笑谈人生所说的是在朱军的艺术人生节目中中，冯巩成为了嘉宾，后来冯巩因为朱军迟迟不叫他进入节目而不高兴，在节目中特地以“幽默的形式”“捣乱”。

## 连接
- 泛相相声
- 冯巩
- 朱军
- 小品
- 相声